# Карпио, Роберто (политик)
Роберто Карпио Николье (исп. Roberto Carpio Nicolle; 16 июля 1930, Гватемала — 24 февраля 2022, Гватемала) — гватемальский политик. Брат Хорхе Карпио Николье.
Занимался предпринимательской деятельностью и журналистикой. В 1955 году вместе с братом был среди учредителей Христианско-демократической партии Гватемалы. В 1974—1978 гг. депутат Национального конгресса.
В 1984 году в рамках инициированного захватившим власть в стране генералом Мехиа Викторесом процесса демократизации был избран одним из сопредседателей Конституционной ассамблеи, призванной выработать новую конституцию страны. После проведённых в 1986 году, впервые за 20 лет, мирных президентских выборов, на которых победил Винисио Сересо, в течение пяти лет занимал пост вице-президента. В 1991 году был избран председателем Центральноамериканского парламента, находился на этом посту в течение года.
В 2010 году основал и возглавил неправительственную организацию Ассоциация за мир и демократию (ASOPAZ). Опубликовал ряд книг, в том числе книгу для детей «Конституция и я» (исп. La Constitución y Yo; 2015, совместно с Х. Л. Боррайо).